# Подрібнюваність

Подрібнюваність — параметр, що характеризує здатність мінеральної сировини до руйнування у стержневих, кульових, струминних млинах, млинах самоподрібнення, дезінтеграторах тощо. Цей параметр призначений для визначення продуктивності млинів промислових типів.
Подрібнюваність визначають при технологічній оцінці сировини, а також при розробці і проектуванні технології для нових промислових об'єктів.
Сутність методу визначення подрібнюваності полягає у порівнянні питомої продуктивності лабораторного млина при подрібненні досліджуваної та еталонної сировини до заданої крупності з наступним переходом до показників роботи промислових млинів. Як аналогову застосовують однотипну з досліджуваною сировину, що перероблюється діючою фабрикою за схемою подрібнення близькою до прийнятої для дослідження.
Визначення подрібнюваності та розрахунок необхідних об'ємів подрібнювального обладнання проводять по трьох найпоширеніших у промисловості схемах подрібнення (рис.).
Дослідження подрібнюваності проводять на пробах крупністю — 3 (5) мм. Відібрані наважки досліджуваного та еталонного матеріалу подрібнюють у млині в умовах відкритого циклу протягом 5, 15, 30, 45, 60, 90, 120, 180 хв.
Для просіювання проб використовують ситовий аналізатор з набором контрольних сит з розмірами чарунок 3; 0,5; 0,074 (0,071); 0,044 (0,05) мм. Дослідження обмежують проміжком часу, при якому вміст класу — 0,044 (0,05) мм у подрібненому матеріалі досягає 95 % . Дані ситового аналізу досліджуваного та еталонного матеріалу використовують для побудови графічної залежності виходу класу крупності, що контролюється, від тривалості подрібнення. Результати подрібнення проб досліджуваного і еталонного матеріалу є основою для визначення питомої продуктивності млинів та подрібнюваності досліджуваного матеріалу.
Для характеристики подрібнюваності використовують загальну g та q дійсну питому продуктивність млинів, що одержана на досліджуваному і еталонному матеріалі і являє собою масу новоутвореного класу крупності в одиниці об'єму млина за одиницю часу при звичайному подрібненні і при умові виводу готового класу з млина по мірі його утворення.